# It's Monk's Time
Albums de Thelonious Monk
Monk's Dream
(1962) Solo Monk
(1965)
It's Monk's Time est un album studio du pianiste Thelonious Monk sorti en 1964.

## Historique
Cet album montre le pianiste au sommet de sa forme mais aussi au sommet de son succès[réf. nécessaire]. Monk est enfin reconnu et célébré par la scène jazz autant que par les critiques, il sera d'ailleurs en couverture du Time Magazine le 28 février 1964. On remarque également la place que Monk laisse à sa nouvelle recrue Ben Riley, sur chacune des quatre pistes en quartet le batteur prend un long chorus.

## Pistes
| No | Titre                              | Musique         | Durée |
| -- | ---------------------------------- | --------------- | ----- |
| 1. | Lulu's Back in Town                | Dubin & Warren  | 9:57  |
| 2. | Memories of You (solo)             | Blake & Razaf   | 6:08  |
| 3. | Stuffy Turkey                      | Thelonious Monk | 8:15  |
| 4. | Brake's Sake                       | Thelonious Monk | 12:27 |
| 5. | Nice Work if You Can Get It (solo) | Gershwin        | 4:17  |
| 6. | Shuffle Boil                       | Thelonious Monk | 7:11  |

## Musiciens
- Thelonious Monk : piano
- Charlie Rouse : saxophone tenor
- Butch Warren : contrebasse
- Ben Riley : batterie